# 六人部
六人部（むとべ）とは、古代日本に存在した職業部（品部）の一つ。「むとりべ」とも読み、身人部とも記される。職掌は不明。

## 概要
一説によると、節折（よおり）の料の篠を行進する品部というが、詳しい職掌は未詳である。
六人部は平安右京と美濃国・伊勢国・越前国・紀伊国・讃岐国などの諸国に設定されていたらしい。この部の伴造氏族は「六人部氏」あるいは「身人部氏」であり、無姓の六人部氏が『新撰姓氏録』「右京神別」に天孫として、尾張連氏同様、火明命五世の孫、武礪目命の後であるとなっている。「山城国神別」にも「天孫」としての「六人部連」が見え、「火明命之後也」となっている。「摂津国神別」にも「天孫」としての「六人部連」があり、同じく火明命の五世孫、建刀米命の後であると記されている。「河内国神別」には「天孫」の「身人部連」がおり、「火明命之後也」ともある。これらを総合すると、六人部氏は、火明命を祖先と伝える尾張氏の同系氏族ということになる。ただし、「和泉国諸蕃」に「百済公同祖、酒王之後也」とある「六人部連」も存在する。
『続日本紀』には、天平勝宝7歳（755年）正月に外正六位下から外従五位下、天平宝字元年（757年）9月にさらに外従五位上に昇叙された六人部薬（久須利）のことが載せられてあり、そのほか、天平宝字8年（764年）正月の六人部鯖麻呂、神護景雲3年（769年）10月などの六人部広道の記事が見える。
『続日本後紀』天長10年（823年）2月に、右京の人音博士六人部連門継、六人部連大宗、六人部連秋主、六人部連鷹刀自、六人部連磐子の兄弟姉妹に高貞宿禰の氏姓を賜ったことが記されている。
また、美濃国厚美郡（現在の岐阜市・各務原市の一部）の人であった六人部永貞、愛成、広岑は、貞観4年（862年）5月に、善淵朝臣の氏姓を賜っている。翌年の12月11日には、右京人で左史生正八位下の六人部連吉雄が善淵宿禰の氏姓を賜っている。
美濃国には臣姓の六人部臣氏も存在し、天平20年（748年）4月25日付けの「写経所解」に、六人部臣身万呂・六人部臣山村の名が見える。
兵庫県加古川市の鶴林寺は、養老2年（718年）に武蔵大目の身人部春則によって伽藍が整備されたという。
平安時代前期の大安寺の学僧である安澄は、『元亨釈書』では丹波国出身の身人部氏であるとされる。
「東寺百合古文書」の売畠立券には、延喜9年（909年）7月に従七位上・六人部連春岑が見える。
『朝野群載』には、延長8年（930年）に摂津介を務めた六人部宿禰がいたと記されている。
藤原師輔の『九暦』には、天慶8年（945年）正月5日条に散位・六人部宿禰三常が見える。
嘉元3年（1305年）の山国庄庄官連署宛行状写には「棚見杣・公文左衛門尉身人部清久」の名前が見える。